# Ras al-Far'a
Ras al-Far'a (àrab: راس الفارعة, Raʾs al-Fārʿa) és una petita vila palestina de la governació de Tubas, al nord de Cisjordània, situada a 5 kilòmetres al sud-oest de Tubas. Segons l'Oficina Central Palestina d'Estadístiques, la vila tenia 701 habitants a mitjans de 2006. Les instal·lacions sanitàries per a Ras al-Far'a es troben a Tammun i al proper camp de refugiats d'al-Far'a.